# 19. Goya-gála
A 19. Goya-gála során a 2004-ben bemutatott spanyol filmeket értékelték. A jelölteket az Academy of Cinematographic Arts and Sciences of Spain választotta ki. A madridi Palacio Municipal de Congresosban tartott ceremóniát az Televisión Española közvetítette 2005. január 30-án. A műsor házigazdái Antonio Resines, Maribel Verdú és Montserrat Caballé voltak. A gála során José Luis López Vázquez kapta meg a tiszteletbeli Goya-díjat.

## Győztesek és jelöltek
A nyertesek félkövérrel jelölve.

### Fő díjak
| Legjobb film | Legjobb rendező |
| --- | --- |
| - A belső tenger - Rome - Tiovivo c. 1950 - Rossz nevelés | - Alejandro Amenábar — A belső tenger - Carlos Saura — A hetedik nap - Pedro Almodóvar — Rossz nevelés - Adolfo Aristarain — Rome                                                                    |
| Legjobb férfi főszereplő | Legjobb női főszereplő |
| - Javier Bardem — A belső tenger - Eduard Fernández — Dolgok, amelyekért érdemes élni - Guillermo Toledo — Elszabott frigy - Eduardo Noriega — A farkas                                                                                          | - Lola Dueñas — A belső tenger - Ana Belén — Dolgok, amelyekért érdemes élni - Penélope Cruz — Ne menj el! - Pilar Bardem — María querida                                                            |
| Legjobb férfi mellékszereplő | Legjobb női mellékszereplő |
| - Celso Bugallo — A belső tenger - Luis Varela — Elszabott frigy - Juan Diego — A hetedik nap - Unax Ugalde — Héctor | - Mabel Rivera — A belső tenger - Mercedes Sampietro — Tudat alatt - Silvia Abascal — A farkas - Victoria Abril — A hetedik nap                                                                      |
| Legjobb eredeti forgatókönyv | Legjobb adaptált forgatókönyv |
| - A belső tenger — Alejandro Amenábar, Mateo Gil - Tudat alatt — Dominic Harari, Joaquín Oristrell, Teresa de Pelegrí - Rome — Adolfo Aristarain, Mario Camus, Kathy Saavedra - Horas de luz — José Ángel Esteban, Carlos López and Manolo Matji | - Che Guevara: A motoros naplója — José Rivera - El año del diluvio — Jaime Chávarri, Eduardo Mendoza - Ne menj el! — Sergio Castellitto, Margaret Mazzantini - Az éj hangjai — Salvador García Ruiz |
| Legjobb új színész | Legjobb új színésznő |
| - Tamar Novas — A belső tenger - Jorge Roelas — Tiovivo c. 1950 - Nilo Mur — Héctor - José Luis García Pérez — Cachorro | - Belén Rueda — A belső tenger - Mónica Cervera — Elszabott frigy - Núria Gago — Héctor - Teresa Hurtado de Ory — Űrhajósok                                                                          |
| Legjobb iberoamerikai film | Legjobb európai film |
| - Whisky — Uruguay - Rey, a drogkirály — Kolumbia - Luna de Avellaneda — Argentína - Machuca — Chile | - Fallal szemben — Németország - Csodálatos Júlia — Egyesült Királyság/Magyarország - Monsieur Ibrahim és a Korán virágai — Franciaország - Leány gyöngy fülbevalóval — Egyesült Királyság           |
| Legjobb új rendező | Legjobb animációs film |
| - Pablo Malo — Hideg téli napsütés - Ramón de España — Haz conmigo lo que quieras - Santi Amodeo — Űrhajósok - Vicente Peñarrocha — Fuera del cuerpo                                                                                             | - Pinocchio 3000 - Los balunis - Supertramps |

### Egyéb díjak
| Legjobb operatőr | Legjobb vágás |
| --- | --- |
| - A belső tenger — Javier Aguirresarobe - Rome — José Luis Alcaine - Tiovivo c. 1950 — Raúl Pérez Cubero - Farkasvadászat — Javier G. Salmones | - A farkas — Guillermo S. Maldonado - A svindlerek királya — Iván Aledo - Hideg téli napsütés — Antonio Pérez Reina - Horas de luz — José María Biurrún |
| Legjobb látványtervezés | Legjobb gyártásvezető |
| - Tiovivo c. 1950 — Gil Parrondo - Rossz nevelés — Antxón Gómez - A belső tenger — Benjamín Fernández - A hetedik nap — Rafael Palmero | - A belső tenger — Emiliano Otegui - A farkas — Miguel Torrente, Cristina Zumárraga - Elszabott frigy — Juanma Pagazaurtundua - Rossz nevelés — Esther García Rodríguez |
| Legjobb hang | Legjobb vizuális effektusok |
| - A belső tenger — Alfonso Raposo, Juan Ferro, María Sternberg, Ricardo Steinberg - A svindlerek királya — Pierre Lorrain, Jaime Fernández, Polo Aledo - Elszabott frigy — Sergio Burmann, Jaime Fernández, Charly Schmukler - Isi/Disi: Amor a lo bestia — Antonio Rodríguez Mármol, Patrick Ghislain, Nacho Royo-Villanova | - A farkas — Reyes Abades, Jesús Pascual, Ramón Lorenzo - Elszabott frigy — Juan Ramón Molina, Félix Bergés - Farkasvadászat — Juan Ramón Molina, David Martí, Montse Ribé, José Quetglas, José María Aragonés - Torapia — Juan Ramón Molina, Aurelio Sánchez-Herrera, Eduardo Acosta |
| Legjobb jelmeztervezés | Legjobb smink |
| - Szent Lajos király hídja — Yvonne Blake - A szajha és a bálna — Sonia Grande - Tiovivo c. 1950 — Lourdes de Orduña - Tudat alatt — Sabine Daigeler | - A belső tenger — Ana López Puigcerver, Jo Allen, Manolo García, Mara Collazo - Tudat alatt — Karmele Soler - Tiovivo c. 1950 — Paca Almenara, Alicia López - Ásó, kapa, hüpe — Susana Sánchez, Patricia Rodríguez                                                                   |
| Legjobb eredeti filmzene | Legjobb eredeti dal |
| - A belső tenger — Alejandro Amenábar - Tudat alatt — Sergio Moure - Héctor — Ángel Illarramendi - A gépész — Roque Baños | - "Zambie Mameto" (Carlinhos Brown, Mateus) — Candeal csodája - "Corre" (Bebe — A svindlerek királya - "La Rubia de la Cuarta Fila" (Joaquín Sabina) — Isi/Disi: Amor a lo bestia - "Atunes en el Paraíso" (Javier Ruibal) — Atún y chocolate                                         |
| Legjobb rövidfilm | Legjobb animációs rövidfilm |
| - Diez minutos - Amigo no gima - Cara sucia - Larutanatural - Viernes | - El enigma del chico croqueta - Minotauromaquia - The Trumouse Show - Vuela por mí |
| Legjobb dokumentumfilm | Legjobb rövid dokumentumfilm |
| - Candeal csodája - De nens - ¡Hay motivo! - Salvador Allende | - Extras - Aerosol - El mundo es tuyo - El último minutero - Iván Z |

## Műsorvezetők
A gálán az alábbi műsorvezetők működtek közre:
- Penélope Cruz
- Santi Millán
- Pastora Vega
- Concha Velasco
- Luis Tosar
- Alejo Sauras
- Laia Marull
- María Adánez
- José Coronado
- Fernando Tejero
- Mónica Cruz
- Victoria Abril
- Antonio Gala
- Raphael
- Alaska

## Fordítás
- Ez a szócikk részben vagy egészben  a(z)   19th Goya Awards című angol Wikipédia-szócikk fordításán alapul.  Az eredeti cikk szerkesztőit annak laptörténete sorolja fel. Ez a jelzés csupán a megfogalmazás eredetét és a szerzői jogokat jelzi, nem szolgál a cikkben szereplő információk forrásmegjelöléseként.